# Toyota TF109
Chronologie des modèles (2009)
Toyota TF108 Toyota TF110
La Toyota TF109 est la monoplace de Formule 1 engagée par l'écurie Toyota F1 Team dans le championnat du monde de Formule 1 2009.
Officiellement présentée sur internet le jeudi 15 janvier 2009, cette monoplace tient compte des modifications de règlements introduites en 2009 et présente un aileron avant élargi, un aileron arrière rétréci et relevé, et des pneus slicks. Elle effectue son premier roulage le dimanche 18 janvier 2009, sur l'Autódromo Internacional do Algarve à Portimao, au Portugal.
Ses pilotes sont l'Italien Jarno Trulli et l'Allemand Timo Glock. Son pilote de réserve est le Japonais Kamui Kobayashi.

## Historique
Qualifiés sixième et huitième du premier Grand Prix de la saison, Timo Glock et Jarno Trulli sont déclassés pour aileron arrière non conforme et s'élancent des stands. Ce Grand Prix qui aurait ainsi pu tourner au désastre pour l'écurie nippone se solde par une troisième place de Trulli, juste devant son coéquipier. En Malaisie, Trulli et Glock s'élancent deuxième et troisième ; Glock est troisième et Trulli quatrième lorsque la course est arrêtée en raisons des conditions météorologiques, ce qui entraîne une demi-attribution des points. Au moment de l'arrêt de la course, Glock était le pilote le plus rapide en piste.
Lors du pluvieux Grand Prix de Chine, Trulli abandonne sur accrochage et Glock termine septième. Au Grand Prix de Bahreïn, les Toyota monopolisent la première ligne (Trulli en pole position, la troisième et dernière de l'écurie). Au départ, elles conservent leurs positions bien que Glock prenne l'ascendant. Trulli boucle les 57 tours à la troisième place et Glock finit septième. En Espagne, Trulli est pris dans un carambolage au départ avec les Scuderia Toro Rosso de Sébastien Buemi et Sébastien Bourdais tandis que Glock n'est pas dans les points. À Monaco, les Toyota, hors du coup, réalisent les deux derniers temps et finissent hors des points.
La situation s'arrange en Turquie, avec Trulli quatrième et Glock huitième, et à Silverstone, avec la septième place de l'Italien. La manche allemande du Nürburgring se solde par un nouveau score vierge. Si, en Hongrie, Glock est sixième et Trulli huitième, les trois Grands Prix suivants ne voient pas Toyota ramener de point malgré la qualification en première ligne de Trulli lors du Grand Prix de Belgique.
À Singapour et au Japon, Glock et Trulli terminent tour à tour deuxième. Durant la manche nippone, Trulli obtient le treizième et dernier podium de Toyota en Formule 1 alors que son coéquipier Glock ne prend part ni aux qualifications ni au départ en raison d'un gros accident lors des essais libres ; il est remplacé pour les derniers Grands Prix par le Japonais Kamui Kobayashi.
Au Brésil, Trulli se qualifie quatrième mais s'accroche avec la Force India d'Adrian Sutil dès le premier tour et abandonne tandis que Kobayashi termine neuvième, à la porte des points, de son premier Grand Prix. Le Grand Prix d'Abou Dabi, 139e et dernier de Toyota F1 Team, se solde par la sixième place de Kobayashi devant Trulli.
Toyota boucle sa huitième et dernière saison en Formule 1 à la cinquième place, pour la seconde fois consécutive, avec 59,5 points.

## Résultats en championnat du monde de Formule 1

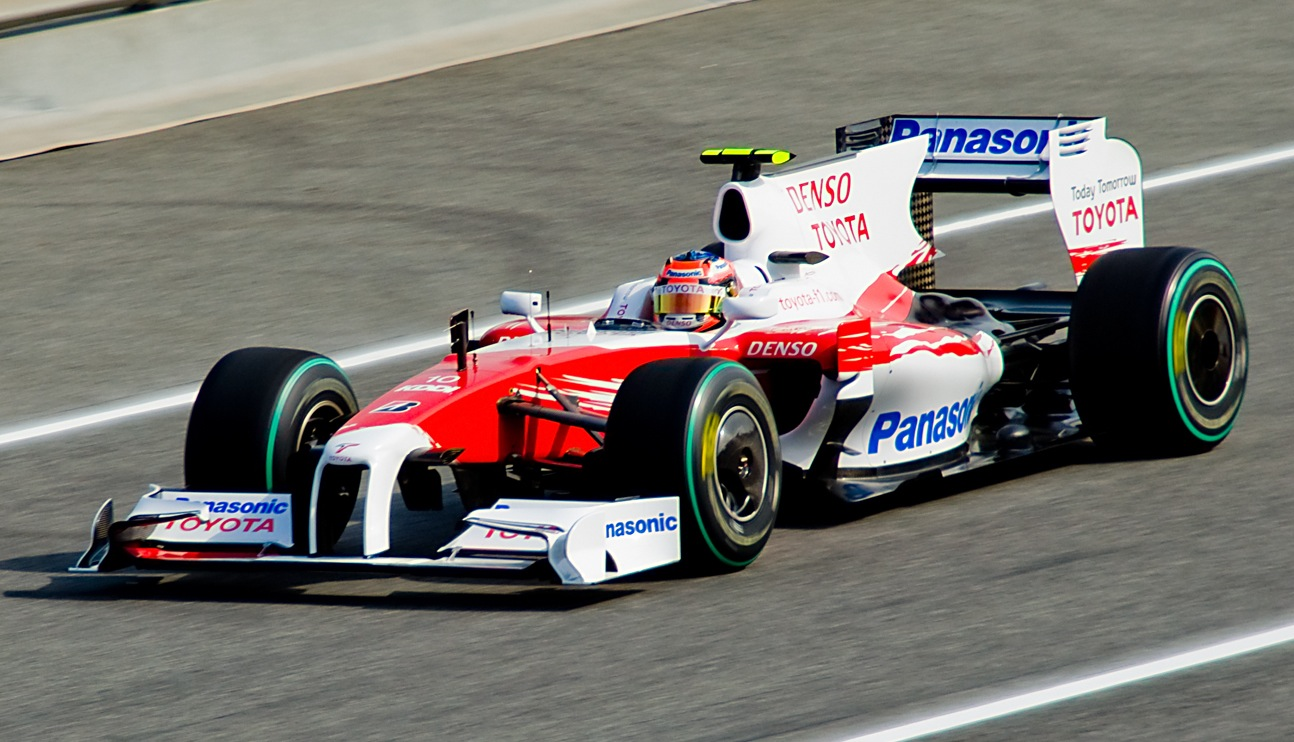
Timo Glock à bord de la Toyota TF109 lors du Grand Prix d'Espagne.

| Saison | Écurie                  | Moteur           | Pneus       | Pilotes         | Courses | Courses | Courses | Courses | Courses | Courses | Courses | Courses | Courses | Courses | Courses | Courses | Courses | Courses | Courses | Courses | Courses | Points inscrits | Classement |
| Saison | Écurie                  | Moteur           | Pneus       | Pilotes         | 1       | 2       | 3       | 4       | 5       | 6       | 7       | 8       | 9       | 10      | 11      | 12      | 13      | 14      | 15      | 16      | 17      | Points inscrits | Classement |
| ------ | ----------------------- | ---------------- | ----------- | --------------- | ------- | ------- | ------- | ------- | ------- | ------- | ------- | ------- | ------- | ------- | ------- | ------- | ------- | ------- | ------- | ------- | ------- | --------------- | ---------- |
| 2009   | Panasonic Toyota Racing | Toyota RVX-09 V8 | Bridgestone |                 | AUS     | MAL *   | CHI     | BAH     | ESP     | MON     | TUR     | GBR     | ALL     | HON     | EUR     | BEL     | ITA     | SIN     | JAP     | BRÉ     | ABU     | 59,5            | 5e         |
| 2009   | Panasonic Toyota Racing | Toyota RVX-09 V8 | Bridgestone | Jarno Trulli    | 3e      | 4e      | Abd     | 3e      | Abd     | 13e     | 4e      | 7e      | 17e     | 8e      | 13e     | Abd     | 14e     | 12e     | 2e      | Abd     | 7e      | 59,5            | 5e         |
| 2009   | Panasonic Toyota Racing | Toyota RVX-09 V8 | Bridgestone | Timo Glock      | 4e      | 3e      | 7e      | 7e      | 10e     | 10e     | 8e      | 9e      | 9e      | 6e      | 14e     | 10e     | 11e     | 2e      | Np      |         |         | 59,5            | 5e         |
| 2009   | Panasonic Toyota Racing | Toyota RVX-09 V8 | Bridgestone | Kamui Kobayashi |         |         |         |         |         |         |         |         |         |         |         |         |         |         |         | 9e      | 6e      | 59,5            | 5e         |

Légende : ici 
- * : La moitié des points a été distribuée parce que la course a été réduite de moins de 75 % de la distance de la course.